# Nicole Oliver
Nicole Lyn Oliver, född 22 februari 1970 i Ottawa i Ontario, är en kanadensisk skådespelerska. Hon är mest känd för sina röstroller som Prinsessan Celestia och Cheerilee i My Little Pony: Vänskap är magisk, och Zoe Trent i Littlest Pet Shop.
Oliver är sedan år 2002 gift med filmmusikkompositören Chris Ainscough. Makarna bor i Vancouver tillsammans med sina två söner William och Grady Ainscough. Hon har dessutom uppgett via ett inlägg på sitt Twitterkonto, att hon tidigare har kämpat mot depression.